# Les Pantoufles
Intérieur hollandais , dit « Les Pantoufles » est une peinture à l'huile sur toile, datée vers 1655-1662, de l'artiste peintre du Siècle d'or néerlandais Samuel van Hoogstraten, conservée au musée du Louvre à Paris.

## Historique et attribution
Au cours du XIXe siècle, le tableau, abusivement signé PDH avec la date de 1658 et doté d’un chien en surpeint enlevé lors d’une restauration en 1933, est attribué à Pieter de Hooch. Entre 1866 et 1868, est ajouté le motif d’une fillette dû au peintre belge Florent Willems, laquelle disparait avec la signature et la date entre 1877 (ou 1881 ?) et 1883.
L'attribution est tardive, sur proposition d'Eduard Plietzsch dans une lettre à la conservation du Louvre en 1955. Elle est unanimement acceptée aujourd’hui.
Samuel van Hoogstraten est un élève de Rembrandt qui s'est fait connaitre dans les années 1650 par l'invention de boites d'optique qui proposent des aperçus d'intérieurs de l'époque. A la différence des maisons de poupées, si importantes dans le monde social hollandais, les boites de Hoogstraten ne rassemblent pas une multitude de petits objets à l'image des vrais, mais restituent les pièces par une peinture illusionniste.
Le tableau est acquis par Le Louvre en 1932 à la suite d'un don d'Hortense Oscar de L’Espine (1867-1932), princesse Louis de Croÿ.

## Analyse
L'œuvre est typique du peintre spécialiste de perspectives et de vues en trompe-l'œil. Les Pantoufles se rattachent au genre des « enfilades » (doorkijkje en néerlandais), des vues de pièces successives, peuplées de personnages et d'objets. Ici, les trois portes et les trois pièces en enfilade indiquent une narration échelonnée dans le temps et dans l’espace,. La qualité de cette œuvre est d'être vidée de toute présence humaine, qui est toutefois suggérée par la bougie consumée, les clés dans la serrure, le balai posé contre le mur et les pantoufles au centre de la composition.
Le tableau est empli d'allées et venues à peine effectuées ou à venir avec la porte ouverte sur l'extérieur, à priori un quai le long d'un canal (de Dordrecht, la ville du peintre ?).
Il est riche de sous-entendus galants sinon moralisateurs comme le souligne la peu innocente Conversation galante au fond, dérivée de La Remontrance paternelle de Gerard ter Borch (Musées d'État de Berlin et Rijksmuseum Amsterdam), peintre spécialiste de la scène de genre sophistiquée. Certains motifs sont équivoques comme les clefs, les pantoufles délaissées (celles de la maîtresse des lieux ou d’une servante oisive), signe d’un ménage mal tenu, le balai inutilisé, la bougie, le livre, etc.

## Exposition
Cette peinture est exposée dans le cadre de l'exposition Les Choses. Une histoire de la nature morte au musée du Louvre du 12 octobre 2022 au 23 janvier 2023, parmi les œuvres de l'espace nommé « La vie simple ».